# Cubo de Zaratustra

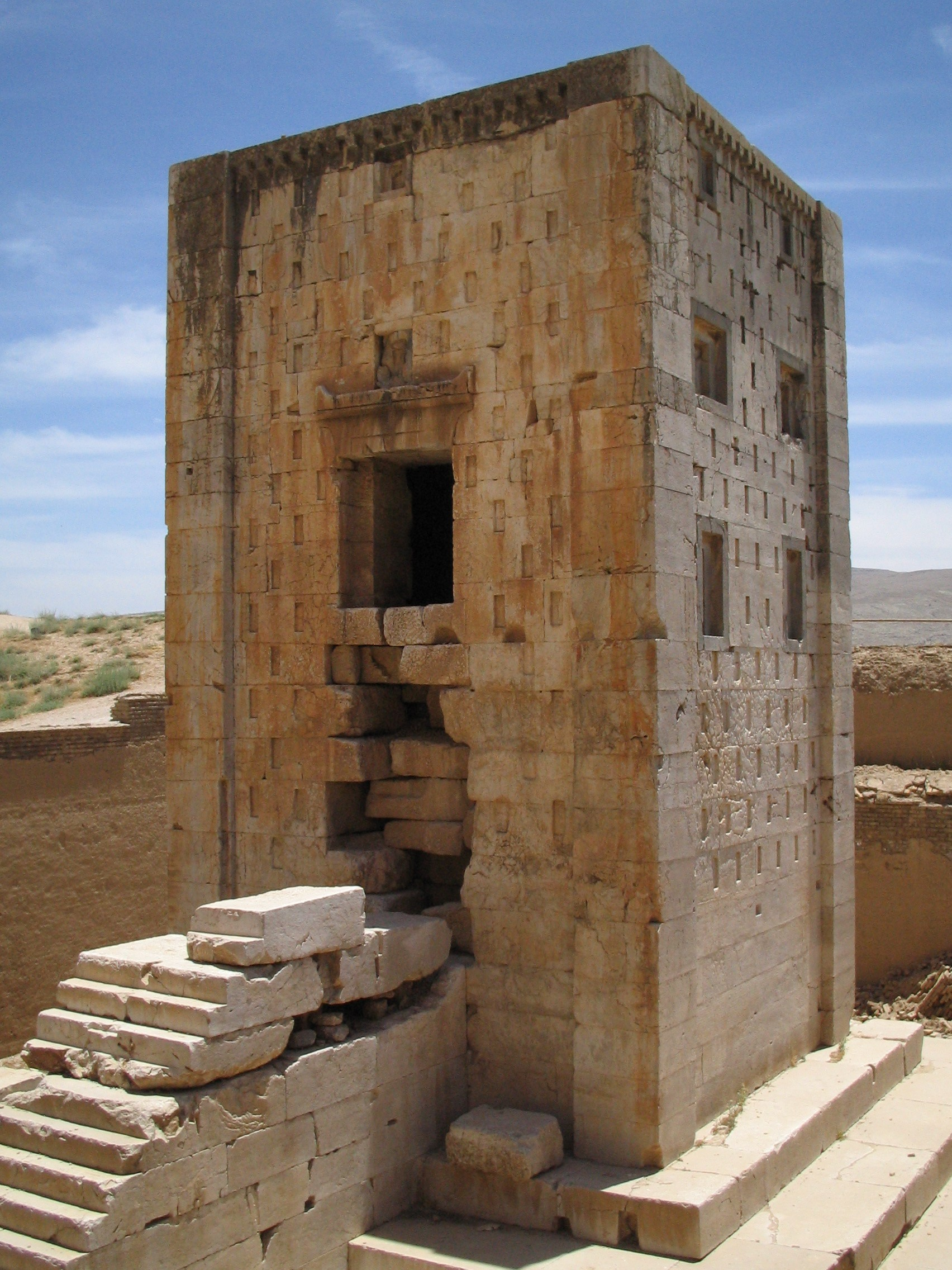
Cubo de Zaratustra

O Cubo ou Caaba de Zaratustra (em persa: کعبه زرتشت‎; romaniz.: Ka'ba-ye Zartosht; também: Kaba-ye Zardusht, Kaba-ye Zardosht) foi um edifício do Império Aquemênida edificado na porção oeste do Naqsh-e Rustam, um sítio arqueológico localizado a nordeste de Persépolis, no Irã, próximo às quatro tumbas reais aquemênidas cortadas no penhasco. Está orientado para norte, de frente à face rochosa do Ḥosayn Kuh. Seu nome provavelmente remonta ao século XIV, quando várias ruínas da Pérsia foram associadas com personalidades do Alcorão e da Épica dos Reis. Esta estrutura provavelmente não serviu como um santuário zoroastrista e não há relatos de peregrinação para ele.
A estrutura, que é uma cópia de um edifício irmão localizado em Pasárgada chamado "Prisão de Salomão" (Zendān-e Solaymān), foi edificado por Dário I (r. 521–486 a.C.) quando ele mudou-se para Persépolis, por Artaxerxes II (r. 408–358 a.C.) ou Artaxerxes III (r. 358–338 a.C.). Ele foi ilustrado em obras de viajantes ocidentais do século XVII como Jean Chardin, Cornelis de Bruijn e Engelbert Kaempfer, e no século XX foi sistematicamente escavado por Erich Schmidt e David Stronach.
Ele mantêm-se dentre um de precinto sagrado que fora cercado por um muro sassânida, possivelmente datável do século III, que fora descoberto por Ernst Herzfeld em 1933. Em junho de 1936, Erich Schmidt realizou escavações no edifício e descobriu sua base, bem como a versão em persa médio da inscrição de Sapor I (r. 240–270) no muro leste. Em junho de 1939, Schmidt descobriu as versões em parta (muro oeste) e grega (muro sul) da inscrição de Sapor, bem como a inscrição em persa médio de ca. 285 do sumo sacerdote Cartir, situada abaixo daquela de Sapor I no muro leste; também detectou-se cerâmicos e outros artefatos.

## Características

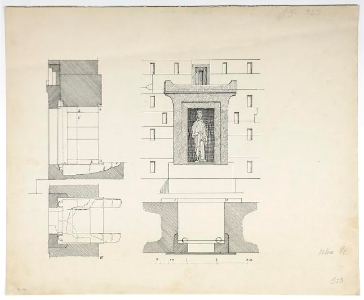
Desenhos de Ernst Herzfeld

O Cubo de Zaratustra é uma estrutura aquemênida do século VI, V ou IV a.C.. É uma cópia de um edifício irmão localizado em Pasárgada chamado "Prisão de Salomão" (Zendān-e Solaymān), e foi edificado por Dário I (r. 521–486 a.C.) quando ele mudou-se para Persépolis, por Artaxerxes II (r. 408–358 a.C.) ou Artaxerxes III (r. 358–338 a.C.). Seu nome provavelmente remonta ao século XIV, quando várias ruínas da Pérsia foram associadas com personalidades do Alcorão e da Épica dos Reis. Ele foi ilustrado em obras de viajantes ocidentais do século XVII como Jean Chardin, Cornelis de Bruijn e Engelbert Kaempfer, e no século XX foi sistematicamente escavado por Erich Schmidt e David Stronach.
O cubo é quadrático e assemelha-se a uma torre. Foi construído com blocos de calcário branco, que - diferente de outros edifícios similares - estão presos por braçadeiras de ferro. Argamassa não foi utilizada em sua construção. Cada lado do edifício mede 7,25 metros. Os 12,5 metros de altura da estrutura englobam as paredes e o teto ligeiramente piramidal. A estes acrescenta-se mais 1,5 metro do plinto de três degraus sobre o qual o cubo está situado. Cada face do edifício é decorada por três pares janelas falsas ligeiramente recuadas de calcário preto; na fachada norte há apenas duas janelas falsas. Elas possuem uma moldura interior dentro do recuo e uma exterior alinhada aos muros. A altura delas alterou-se gradualmente: na faixa mais baixa possuem 1,60 metro de altura, na seguinte 1,30 metro, e nas superiores 0,80 metro. O comprimento vertical total de cada um dos quatro cantos do monumento foi construído como uma saliência pouco profunda. A cornija do telhado, decorada com dentículos, projeta-se ligeiramente sobre o espaço entre cada par de saliências.
A porção inferior do edifício é constituída por uma fundação massiva, sobre a qual, numa altura de 6,35 metros, há uma câmara. Esta câmara interior quadrada de 5,70 metros de altura por 3,70 metros de largura é acessada através de uma porta no muro norte com um lintel decorado na porção superior da torre; as duas janelas falsas deste muro estão centradas e verticalmente alinhados abaixo do lintel. A câmara foi originalmente acessada por um lance de escadas, da qual apenas a porção inferior sobreviveu. A porta de 1,70 metro de largura por 1,90 metro de altura era de pedra sólida e esteve originalmente firmemente fechada, mas agora está desapareceu; para Friedrich Krefter a entrada possuía inserções para duas portinholas. A partir de uma altura de 3 metros em diante, as fachadas são decoradas com 15 fileiras, 16 no caso do muro norte, de recuos retangulares pouco profundos e estreitos.

## Função

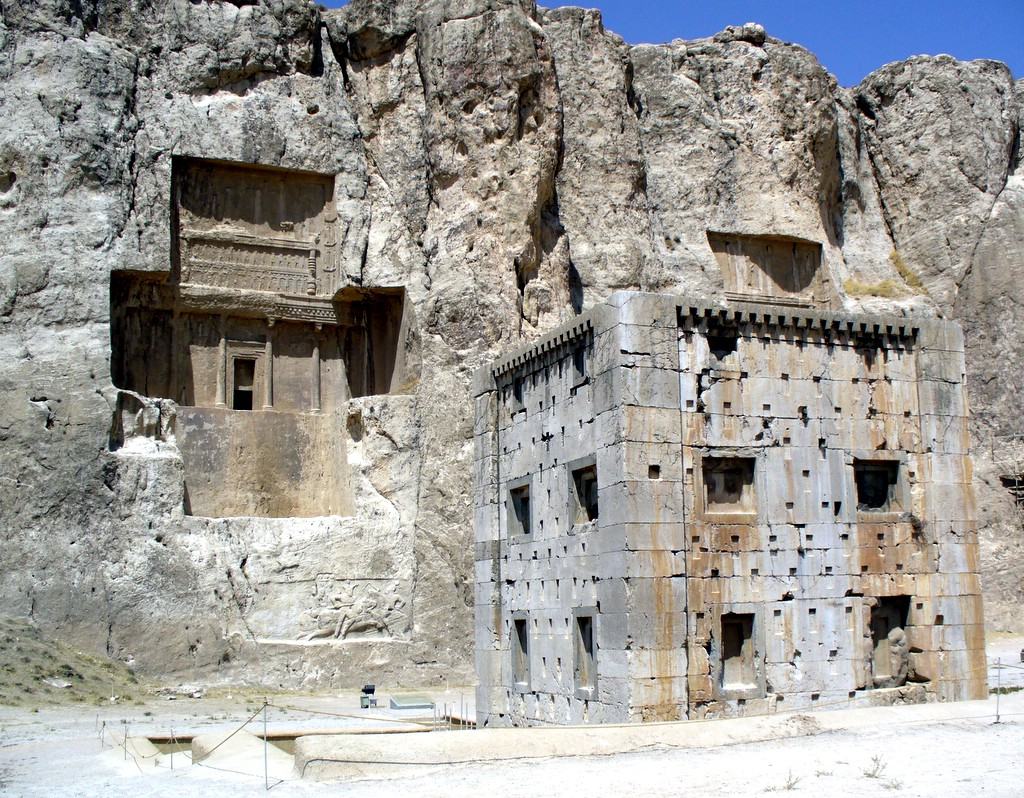
O Cubo de Zaratustra e Naqsh-e Rustam

De uma referência a 5 altares de fogo na inscrição do sacerdote Cartir foi inferido que a estrutura poderia ter sido certa vez um deles, ou talvez um memorial da chama eterna aos imperadores cujas tumbas estão localizados alguns metros adiante. Essa teoria, contudo, tem sido atualmente rejeitada devido a ausência de saídas de fumaça e sua porta firmemente fechada. Além disso, o autor da inscrição provavelmente não tinha conhecimento da função do edifício sete séculos após a edificação. Segundo alguns autores, a menção aos altares poderia indicar que no interior do precinto murado havia um complexo religiosa que englobaria o cubo, porém as escavações não relevaram indícios de quaisquer altar de fogo.
Em 1957, Walter Bruno Henning sugeriria que o edifício serviu como arquivo real do Códice do Avestá. Tal teoria baseia-se na presença palavra persa média bwny BYTʾ (bunxānag), que viria a ser traduzida inicialmente como "biblioteca" ou "arquivo", na inscrição de Cartir. Uma opinião posterior sugere que o Cubo de Zaratustra e seu edifício irmão eram seguramente caixas para a "parafernália do governante". Em 1983, Heleen Sancisi Weerdenburg sugeriu que este e a Prisão de Salomão de Pasárgada seriam torres de coroação edificadas por Dário I, enquanto em 1992, Leo Trümpelmann propôs que teria sido utilizado como túmulo de Sapor I (r. 240–270), uma vez que os relevos de Naqsh-i Rustam foram entendido como relevos funerários do rei Hormisda II (r. 302–307) em diante.
Atualmente os estudiosos consideram a estrutura como sendo uma tumba real aquemênida. Segundo Wolfram Kleiss, há uma clara similaridade entre a planta baixa do cubo e aquela de templos urartianos. Para Franz Heinrich Weissbach e Alexander Demandt esta construção e aquela de Pasárgada "mais provavelmente correspondem para a descrição de Arriano (6.29) e Estrabão (15.3.7) da tumba de Ciro, o Grande do que o monumento em Pasárgada comumente atribuído para este rei. Para Friedrich Wilhelm von Bissing, contudo, a presença do pavilhão de um antigo palácio aquemênida datável do reinado de Cambises II (r. 530–522 a.C.) poderia indicar que seria um túmulo deste último. Para Mary Boyce teria servido como túmulo dos membros da família de Dario I.

## Inscrições

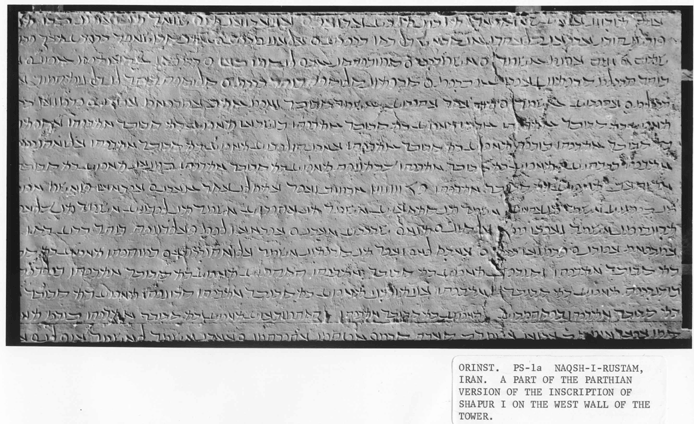
Parte da versão parta da inscrição trilíngue do xá r.

Ao longo das escavações realizadas por Erich Schmidt nos anos 1930, detectou-se duas inscrições distintas nos muros do Cubo do Zaratustra. A primeira, datada de ca. 285 e comumente referida apenas como KKZ, está escrita em persa médio e é atribuída ao sumo sacerdote zoroastrista Cartir. Ela localiza-se no muro leste. A segunda, uma inscrição trilíngue comumente referida como SKZ, KZ ou Res Gestae Divi Saporis, atribuída a Sapor I; o último nome fora atribuído pelo arqueólogo M.I. Rostovtzeff em imitação ao Res Gestae Divi Augusti do imperador romano Augusto (r. 27 a.C.–14 d.C.). Esta inscrição foram redigida em persa médio (muro leste), parta (muro oeste) e grega (muro sul).
A inscrição trilíngue de Sapor I contêm uma descrição dos territórios tributários do Império Sassânida, bem como das campanhas militares do xá sassânida contra o Império Romano nas guerras romano-persas de seu tempo. Sapor alega que teria conseguido derrotar o imperador Gordiano III (r. 238–244) próximo a Misiche, que passaria então a chamar-se Perisapora em homenagem a vitória, e que o sucessor deste, Filipe, o Árabe (r. 244–249), pagaria 500 000 denários e tornar-se-ia seu tributário. Além disso, segundo a inscrição, um exército de 60 000 soldados romanos seria derrotado em Barbalisso e o imperador Valeriano (r. 253–260) em uma batalha entre Edessa e Carras.